# SummerSlam (2008)
SummerSlam (2008) — щорічне pay-per-view шоу «SummerSlam», що проводиться федерацією реслінгу WWE. Шоу відбулося 17 серпня 2008 року в Бенкєрс Лайф-філдхаус у Індіанаполісі (США). Це було 21 шоу в історії «SummerSlam». Сім матчів відбулися під час шоу та ще один перед показом.